# Gift 〜ギフト〜 eternal rainbow オリジナルサウンドトラック
『Gift〜eternal rainbow〜 オリジナルサウンドトラック』（ギフト エターナル レインボー オリジナルサウンドトラック）は、テレビアニメ『Gift〜eternal rainbow〜』のサウンドトラックである。2007年1月24日にランティスから発売された。

## 収録曲
1. 虹色センチメンタル（TV size） [1:32]
歌：橋本みゆき
作詞：畑亜貴、作曲：中野慎也、編曲：宅見将典
  - オープニングテーマ
2. 幼き日の別れ [1:03]
3. 幼なじみ [1:44]
4. 振り返って [1:43]
5. いつもの我が家 [1:36]
6. 想い合う心 [1:50]
7. しっかりしなさい [1:33]
8. 優しい幼なじみ [1:12]
9. 一緒に歩く [1:36]
10. 平和な時間 [1:48]
11. いたずら心 [1:48]
12. 魔法少女 [1:52]
13. 家族の団らん [1:35]
14. 学園生活 [1:35]
15. 不気味な空気 [1:32]
16. 怪しいぞ [1:27]
17. お仕置きだ [1:36]
18. 和の心 [1:29]
19. 偽り [1:56]
20. 張りつめた時間 [1:34]
21. 得体の知れないもの [1:46]
22. 行き場を失って [1:56]
23. よぎる不安 [1:33]
24. 心の溝 [1:46]
25. 言いしれぬ不安 [1:44]
26. 非日常的な会話 [1:47]
27. Giftの修正に向かう [1:48]
28. 想い合う気持ち [1:49]
29. 通じない心 [1:50]
30. 淡い恋 [1:42]
31. 美しい記憶 [1:52]
32. 霧乃のピアノ [1:53]
33. ふるさとの喜び [1:36]
34. 素直になって [0:58]
35. 分かり合う時 [2:00]
36. 想い出の音 [1:59]
37. Giftのテーマ [1:55]
38. ココロ虹を架けて（TV size） [1:32]
歌：藤弥美里
作詞：こだまさおり、作曲・編曲：加藤大祐
  - エンディングテーマ